# Vojtěch Věchet
Vojtěch Věchet, né le 8 février 1912 et mort le 6 septembre 1988, est un footballeur international tchécoslovaque et international bohémien, évoluant au poste de gardien de but.

## Biographie
Joueur de l'AC Sparta Prague, Vojtěch Věchet fait ses débuts internationaux avec la Tchécoslovaquie contre la Lettonie, et joue quatre matchs entre 1937 et 1938. Après l'annexion de la Tchécoslovaquie par le troisième Reich, il joue un match en 1939 pour l'équipe de Bohême-Moravie, qui succède à celle de la Tchécoslovaquie, contre la Yougoslavie (7-3).
Avec le Sparta Prague, il est sacré double champion de Tchécoslovaquie en 1938 et 1939.

## Palmarès
- Championnat de Tchécoslovaquie de football
  - Champion en 1938 et 1939.